# Råby ungdomshem

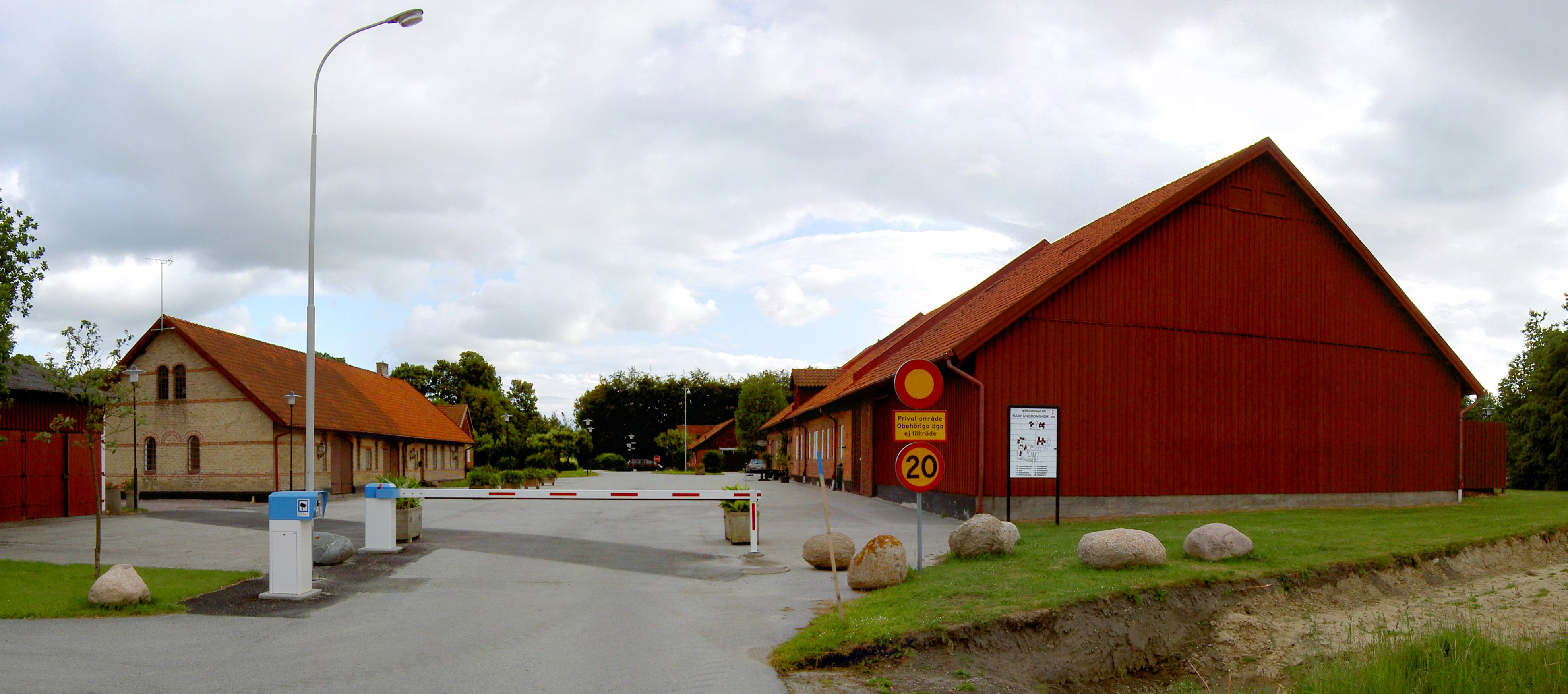
Råby ungdomshem, infarten

Råby ungdomshem är ett hem för barn och ungdomar med psykosocial problematik, missbruk och kriminalitet. Det är beläget i sydöstra Lund och drivs sedan 1994 av Statens institutionsstyrelse. Institutionen startade som Råby räddningsinstitut år 1838 och är därmed Sveriges äldsta i sitt slag. Initiativtagare och huvudsaklig donator var friherre Axel Gustaf Gyllenkrok.

## Bakgrund
Sydvästra Skåne präglades på 1830-talet av ökande fattigdom. De mer besuttna kunde känna både omtanke om de missgynnade och oro för den kriminalitet och den politiska spänning som den sociala misären kunde leda till. Bildandet Råby räddningsinstitut var en av flera insatser för att möta detta hot. För Råbyhemmets initiativtagare, Axel Gustaf (Gösta) Gyllenkrok, ägare till Björnstorp och Svenstorp, fanns också en personlig bakgrund. Hans son Gustaf var officer vid husarregementet i Malmö och hade 1828 blivit ertappad med en stöld. Han tvingades att lämna regementet och ta tjänst utomlands. Inte heller Gustafs två bröder var några dygdemönster. De ägnade sig åt hasardspel och drog på sig skulder. För Gösta Gyllenkrok blev det något av en livsuppgift att rädda unga människor undan kriminalitet. Han började att studera hur man förebygger ungdomsbrottslighet och hjälper dem som kommit på orätta vägar. Sommaren 1838 besökte han Das Rauhe Haus utanför Hamburg, en institution för ungdomsbrottslingar. Den hade grundats av Johann Hinrich Wichern och byggde på pedagogen Pestalozzis idéer och dennes tro på människans inneboende godhet. Gyllenkrok tog starkt intryck och ville pröva något liknande i Sverige.
Stiftelsen Råby räddningsinstitut bildades den 1 december 1838 på initiativ av Gyllenkrok. Syftet med institutet var att hjälpa ”vilseförda och moraliskt vårdslösade barn”. Gyllenkrok hade då redan köpt sex tunnland jord i Stora Råby utanför Lund där han tänkt att anstalten skulle ligga. Han hade låtit plantera 60-70 fruktträd och många bärbuskar. De tolv stiftarna förband sig att under fem år lämna årliga bidrag till driften. Ett upprop i tidningarna gav penninggåvor. Kung Karl XIV Johan skänkte tegel till en byggnad och dennes barnbarn Karl (blivande Karl XV) skänkte 500 riksdaler banco. Arkitekten Carl Georg Brunius gjorde utan kostnad ritningar till byggnaden. Senare tog Fredrika Bremer initiativ till ytterligare insamlingar och framför allt donerade Gyllenkrok ytterligare belopp till stiftelsen. Den 3 oktober 1840 invigdes Råby räddningsinstitut.

## Från räddningsinstitut till ungdomshem

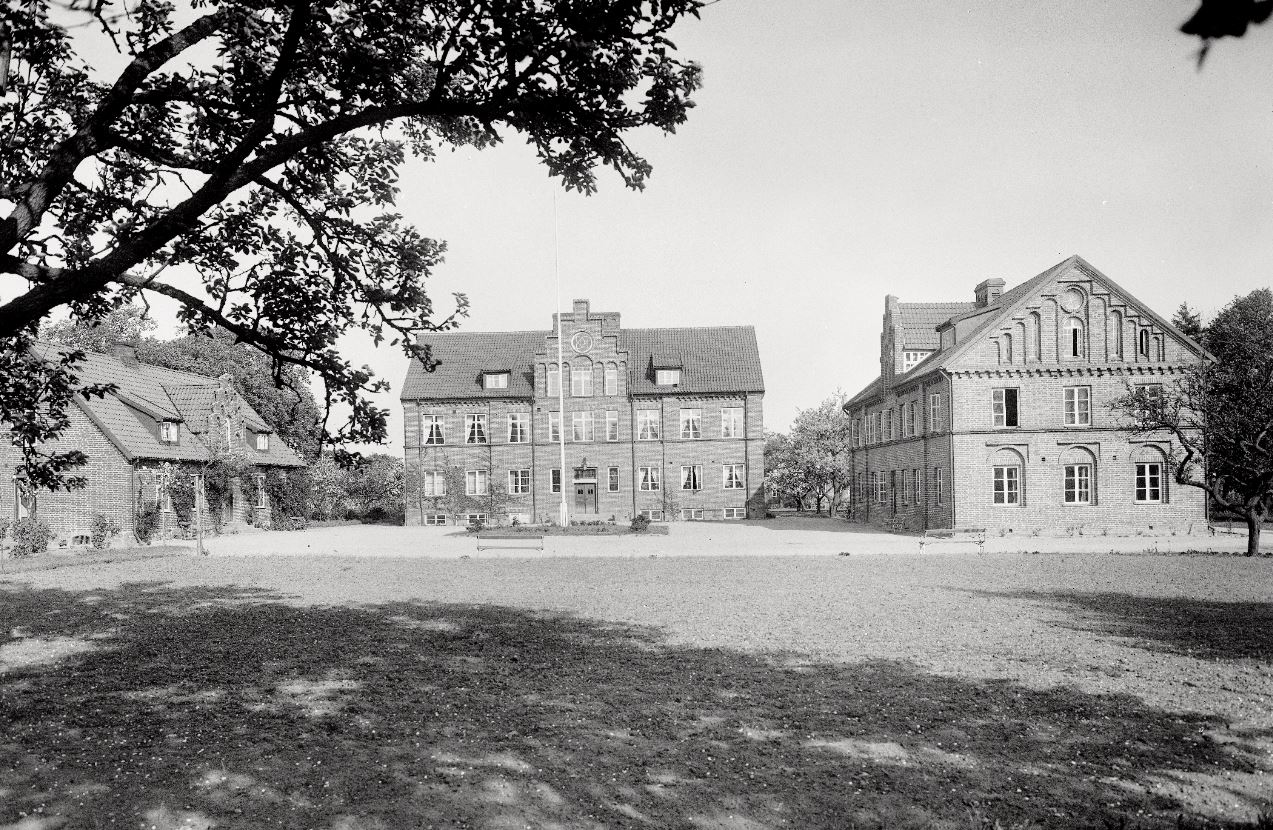
Råby räddningsinstitut 1925. Till vänster matsalsbyggnad uppförd 1854, i mitten nytt skolhus (1925), till höger ursprunglig byggnad (1840).

Råbyhemmet har genom åren genomgått många förändringar. Målgrupp har skiftat liksom ansvarig myndighet eller organisation. Namnet har ändrats. Själva stiftelsen har funnits kvar hela tiden även om dess inflytande på driften har varierat. Den har bistått med ekonomiska bidrag och den äger ännu 2019 de flesta byggnaderna på området.
När verksamheten startade 1840 fanns det plats för tolv pojkar, något som ökade till arton efter några år och senare till över trettio. Förutom en lärare fanns trädgårdsmästare, korgmakare, kardmakare och hushållerska. Pojkarna gick i skola, lärde sig olika hantverk och jordbruksarbete. Sång och musik var viktiga inslag i skolan och 1857 anställdes en särskild musiklärare. Flera pojkar skulle senare få anställning som regementsmusiker.
Gösta Gyllenkrok hade donerat stora belopp till institutet. Han dog 1865 och genom hans testamente tillföll ytterligare medel. Ändå var ekonomin ett återkommande bekymmer. När verksamheten växte tillkom nya byggnader. En slöjdskola inrättades 1881. Även en begravningsplats anlades. Sju pojkar och en flicka kom att begravas där.
1926 omvandlades räddningsinstitutet till ett skyddshem med plats för femtio elever. Ett nytt och större skolhus hade då byggts. Staten började nu att lämna ekonomiskt stöd till verksamheten och 1938 övertog staten ledningen över Råbyhemmet. En dag på hemmet började med bön. Därefter gick de yngre eleverna i skolan medan de som tillhörde yrkeshemmet fick lära sig lantbruk, trädgårdsskötsel eller hantverksyrken. Fritiden kunde ägnas åt fotboll eller annan idrott eller någon hobby. Det fanns dagstidningar och tidskrifter att läsa. 
Ända från starten 1840 hade pojkar som misskött sig kunnat straffas med aga, men det skulle ske endast i undantagsfall. Vanligare påföljder var arbete eller förbud att delta i lekar. 1934 besökte journalisten Else Kleen Råbyhemmet. Senare kontaktade hon socialdepartementet (hon var gift med socialministern Gustav Möller) och framförde grava anklagelser mot föreståndaren, Oskar Ekelin. Denne skulle ha straffat elever som misskött sig med svår aga med hundpiska och björkris som legat i saltlake. Ekelin förnekade bestämt att något sådant skett. En polisutredning stödde Kleens beskyllningar medan direktionen och andra sakkunniga gav Ekelin stöd. I tidningarna uttalade sig skribenter, akademiker och politiker till stöd för Kleen. En följd blev att Ekelin togs in på Lunds lasarett för ”nervinflammation” som han genom överansträngning ådragit sig. På Råby utbröt anarki. Femhundra glasrutor ska ha krossats och många elever rymde. Rymningar och skadegörelse skedde både tidigare och senare, men aldrig i den här omfattningen. Ekelin återvände efter ett par månader till Råby. När han fyllde femtio år 1939 skrev tidningarna att beskyllningarna mot honom varit ogrundade. 
1950 blev Råby en av statens ca 25 ungdomsvårdsskolor. Ungdomsbrottsligheten i Sverige blev grövre och Råby fick ta emot svårare brottsbelastade ungdomar liksom ungdomar med missbruksproblem. Personalen utökades med psykiater, psykolog och skolsköterskor. 1959 anställdes Bertil Göransson som assistent på Råbyhemmet. Han tjänstgjorde som dess rektor 1965-1971. I egenskap av landshövding i Malmöhus län 1984-1993 blev han senare ordförande i institutionens direktion. 
Från starten 1840 hade man enbart tagit emot pojkar och unga män. 1974 började man att även ta emot kvinnliga elever. 1983 blev Malmöhus läns landsting huvudman men från 1994 är det åter staten genom Statens institutionsstyrelse som är huvudman. Namnet ändrades samma år från Råby yrkesskola till Råby ungdomshem.

### Malin Gyllenkroks vårdanstalt för fattiga och värnlösa flickor
När Gösta Gyllenkroks hustru Malin avlidit 1862 stiftade han ”Malin Gyllenkroks vårdanstalt för fattiga och värnlösa flickor”. Anstalten förlades till en särskild byggnad på räddningsinstitutets område men var organisatoriskt skild från institutet och hade också ett annat syfte. Vårdanstalten lades ner 1925.

## Ungdomshemmet
Råby ungdomshem är sedan 1994 ett så kallat paragraf 12-hem, alltså en institution avsedd för ungdomar som omhändertagits med tvång enligt lagen om vård av unga (LVU) eller som av domstol dömts enligt lagen om sluten ungdomsvård (LSU). Institutionen erbjuder behandling enligt MultifunC, en behandlingsmodell för ungdomar med hög risk att återfalla i kriminalitet, för pojkar i åldern 14–20 år. På Råbyhemmet finns en LVU-avdelning med plats för 8 flickor och fyra LVU-avdelningar med plats för 30 pojkar. Dessutom finns två LSU-avdelningar med plats för 10 pojkar. Kostnaderna för 2019 beräknades till cirka 110 miljoner kr.

## Ungdomshemmet som miljö för romaner
Det finns flera romaner som helt eller delvis utspelas på Råbyanstalten:
- Nordenhök, Hanna, Asparna (2017). Råby ungdomshem är centrum för två parallella berättelser, den ena utspelas på 1840-talet och den andra på 1990-talet.[8][9][10]
- Persson, Per Ole, Vildhund (2017). ”Vildhunden”, en ung flykting från Marocko, hamnar på ungdomshemmet i Råby. Romanen berättar om den hotfulla atmosfären.[11][12]
- Stenberg, Bertil, Fridas Harry (1997). Den unge Harry hamnar på Råbyanstalten. Tiden är 1930-talet.[13][14]